# De kinderen van Lir

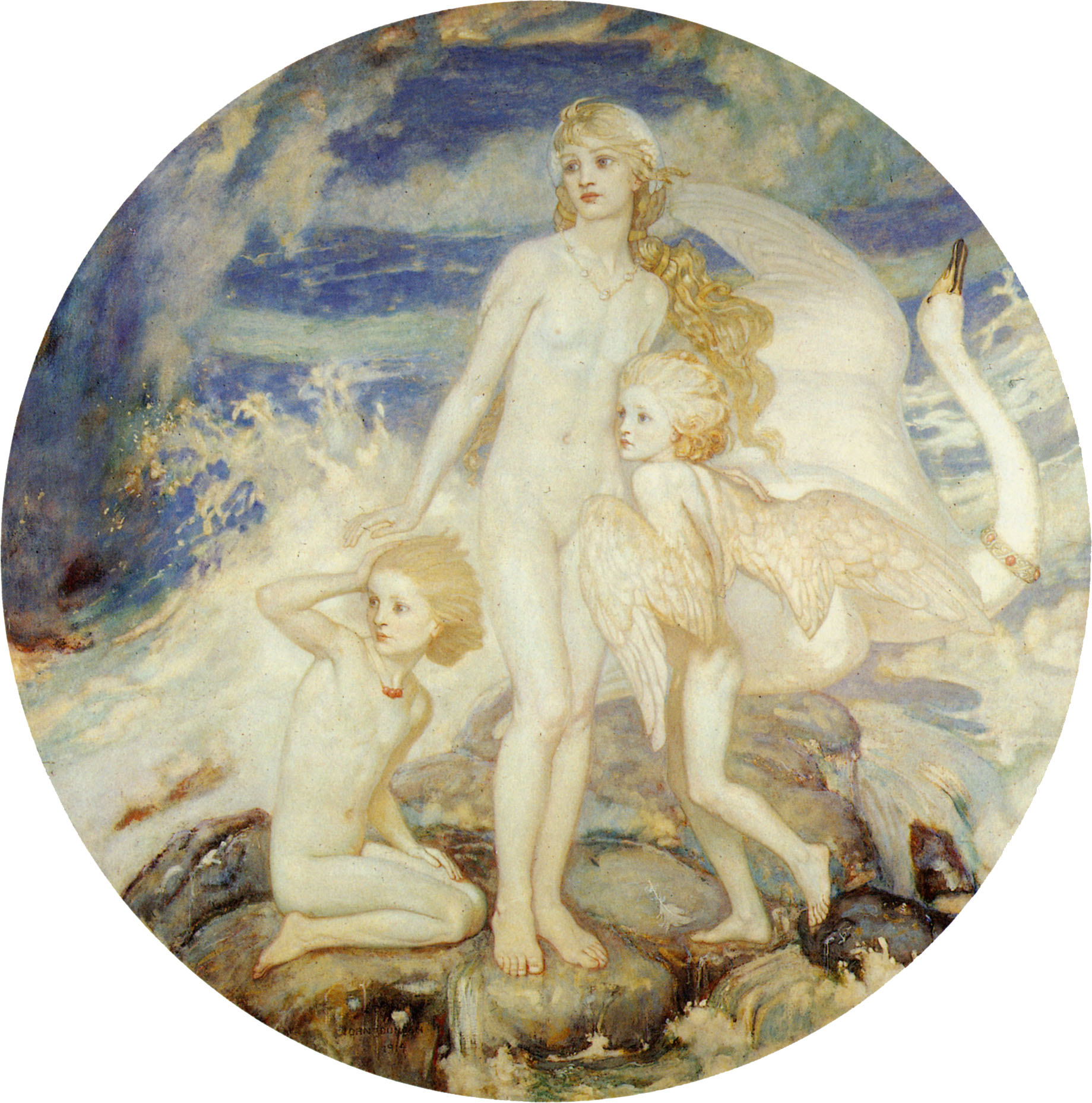
De kinderen van Lir, John Duncan, 1914

De kinderen van Lir (Iers: Oidheadh chloinne Lir) is een legende uit de Ierse mythologie. Het is een verhaal uit de periode na de kerstening dat magische elementen zoals druïdische toverstokken en toverspreuken combineert met een christelijke geloofsboodschap die vrijheid van lijden brengt.

## Benaming
In het Iers wordt het verhaal Oidheadh Chlainne Lir genoemd, tegenwoordig is het verhaal meestal eenvoudigweg bekend als The Children of Lir. De titel is ook vertaald als The Tragic Story of the Children of Lir of The Fate of the Children of Lir, of van de eerdere titel hielp Chlainne Lir , als The Violent Death of the Children of Lir. De Engelse vertaling zou eigenlijk The Children of Lear moeten zijn, aangezien Lir een genitief is, maar de verkeerde vertaling is cultureel ingebed geraakt.
In post-18e-eeuwse studies is het verhaal vaak gegroepeerd met de Oidheadh chloinne Uisnigh (The Fate of the Children of Uisnigh) en Oidheadh chloinne Tuireann (The Fate of the Children of Tuireann) als de Trí truagha na sgéalaigheachta, dat wil zeggen De drie zorgen van het vertellen, ook wel bekend als De drie treurige verhalen van Erin. Geleerde en folklorist Robin Flower heeft gesuggereerd dat alle drie de verhalen ergens in de 14e eeuw een gemeenschappelijke auteur hebben gehad, door iemand in de kring van de Mac Fhirbhisighs in het noordwesten van Connacht. Deze drie verhalen zijn verzameld en vanuit de Ierse taal in het Engels vertaald.

### Verhaal

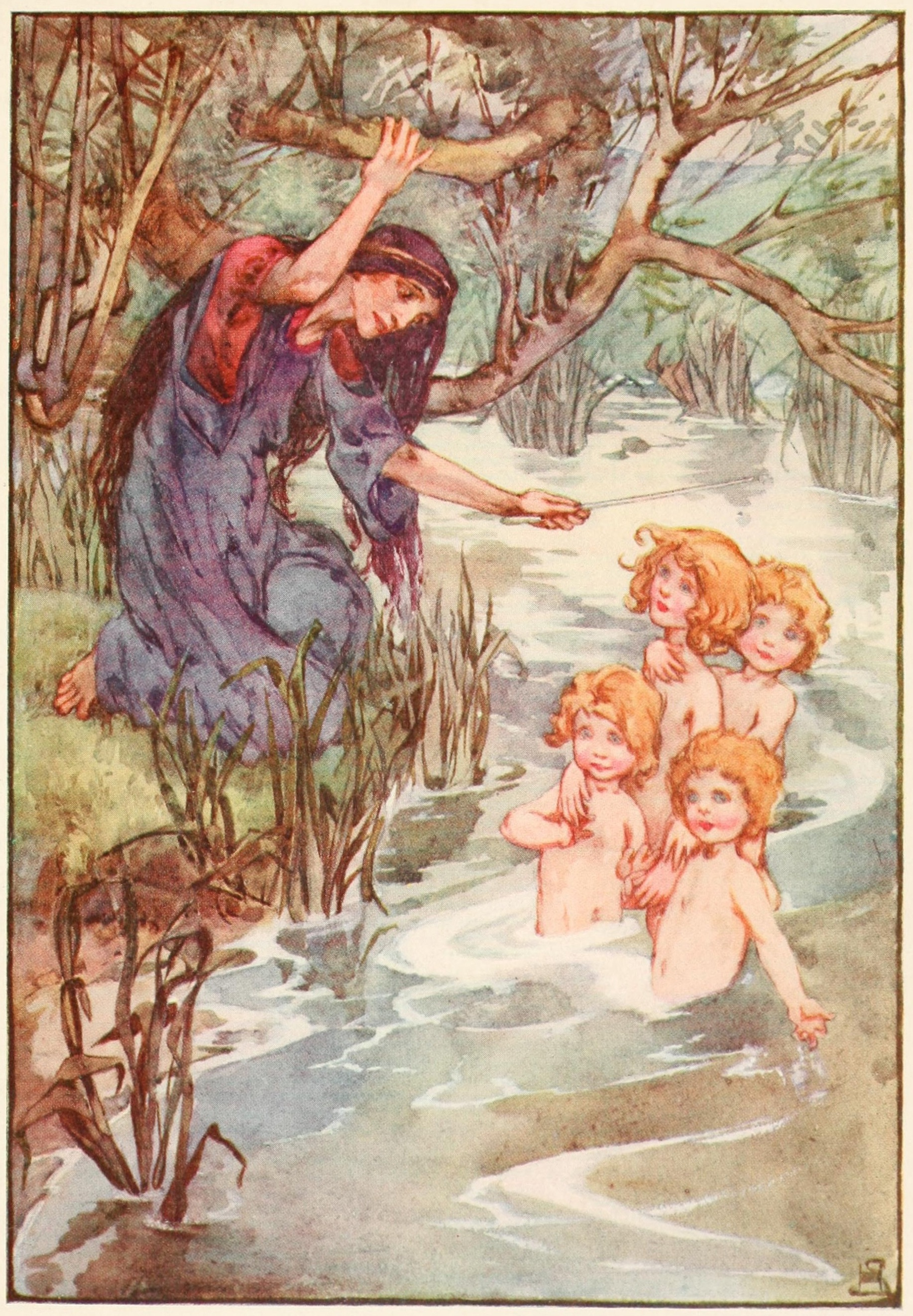
Oifa laat de vier kinderen baden, A book of myths (1915)

De vijf koningen van Ierland komen bijeen om te bepalen wie opperkoning worden zal. Koning Lir van de Heuvel van het Witte Veld denkt dat hij het zal zijn, maar Dearg (de zoon van Daghda, een machtige druïde van de Tuatha Dé Danann) wordt gekozen. Lir gaat naar huis en Dearg wil een bloedige vete voorkomen en stelt voor om hem te laten kiezen uit de mooiste drie meisjes van het land: de dochters van Oilell van Aran. Lir reist naar het Meer van het Rode Oog bij Killaloe en kiest Ove, die de oudste van de drie is. Het stel krijgt een tweeling, Fingula en Aod, en daarna nog twee zoons: Fiachra en Conn. Tijdens de bevalling sterft Ove. Lir krijgt dan Oifa, de tweede zus, als vrouw. Oifa wordt na een tijdje jaloers en wil de kinderen doden. De mensen die ze dit wil laten doen, weigeren. En zelf durft ze het niet. In een meer tikt ze hen aan met een toverstok, waarna ze veranderen in vier witte zwanen. Oifa reist naar Dearg, die vermoedt dat ze iets vreselijks heeft gedaan. Hij zendt boodschappers naar de Heuvel van het Witte Veld om de kinderen te halen. Lir gaat naar het Meer van het Rode Oog en hoort de zwanen spreken. Ze vertellen wat er is gebeurd en dat ze pas zullen worden omgevormd tot mensen als Lairgnen van Connaught is getrouwd met Deoch van Munster. 

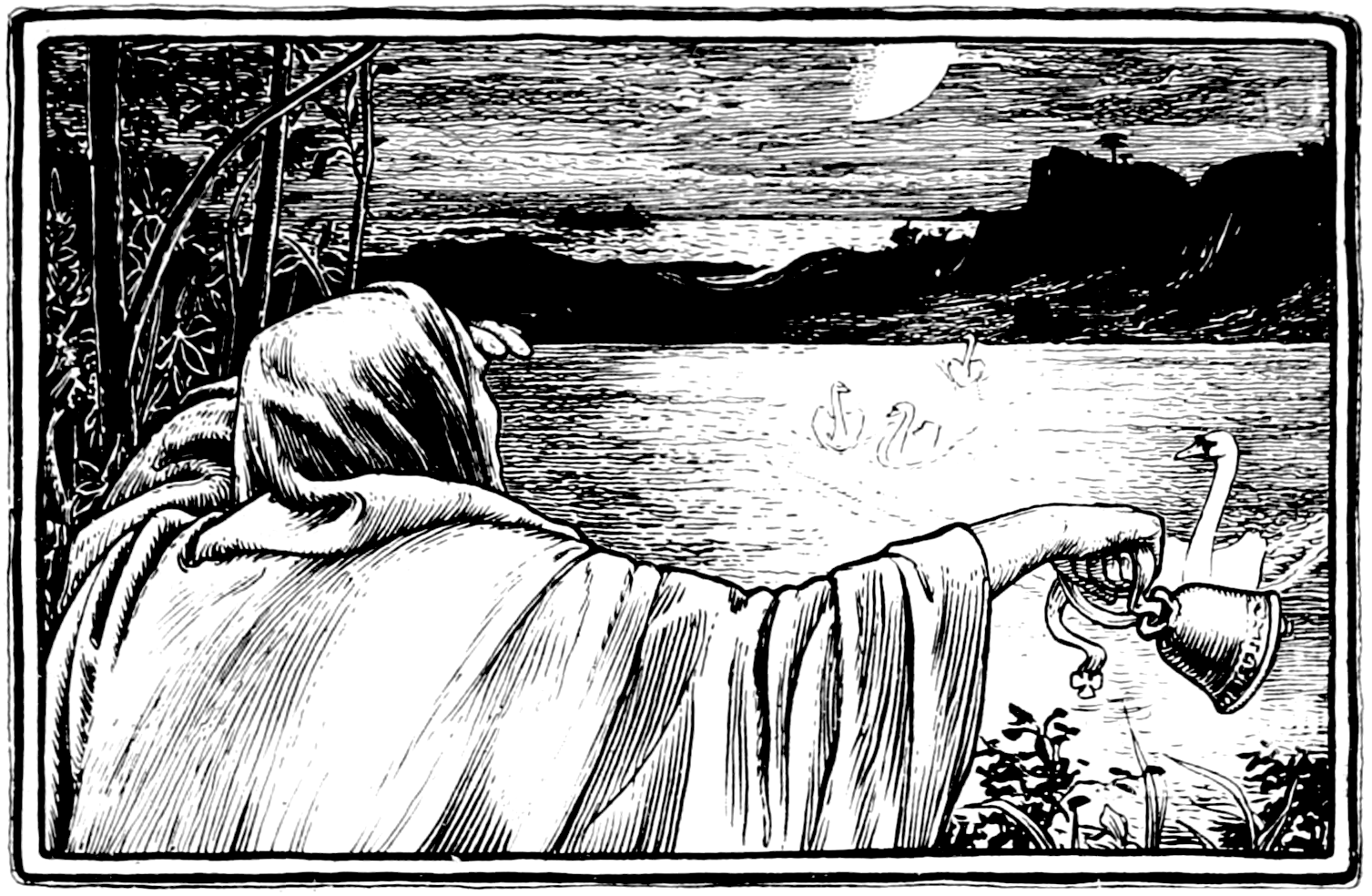
De kinderen van Lir, More Celtic Fairy Tales (1894)

Lir gaat naar Dearg en vertelt wat er is gebeurd. Dearg vraagt Oifa dan wat de vreselijkste gedaante is en ze antwoordt dat dit een luchtdemon is, waarna ze zelf een luchtdemon wordt gemaakt. De kinderen van Lir vermaakten de mensen met hun prachtige gezang en vertrekken dan naar de Moyne. Er wordt een wet afgekondigd dat geen enkele zwaan mag worden gedood. De kinderen verblijven bij de Zeehondenrots en reizen daarna naar de Baai van Erris. Na een tijd reizen ze naar de Heuvel van het Witte Veld en zien dat het geheel verlaten is. Ze gaan dan naar het eiland van Sint Brandaan en vestigen zich in het Meer van de Vogel tot Sint Patrick naar Ierland komt. De heilige Mac Howg komt dan naar het eiland en als hij de klok voor het ochtendgebed luidt, vluchten drie kinderen. Alleen Fingula blijft en ze haalt haar broers over om te blijven. Mac Howg smeedt zilveren kettingen en Aod en Fingula worden aan elkaar bevestigd, en Conn en Fiachra ook. Lairgnen en Deoch willen trouwen en zij wil de zwanen naar zich laten zenden, maar Mac Howg weigert. Daarom moet het paar naar het eiland reizen en zodra Lairgnen de vogels van het altaar wil halen, vallen de veren af.
Er verschijnen drie grijsaards en een oude vrouw. De kinderen van Lir worden gedoopt en na hun dood worden ze begraven zoals Fingula had gevraagd: Fiachra en Conn komen elk aan een kant van haar te liggen en Aod ligt voor haar. Er wordt een grafmonument opgericht waarin hun namen in runen staan gegrift.